# Ellen Churchill Semple
Ellen Churchill Semple (Louisville, 8 de enero de 1863 – West Palm Beach, 8 de mayo de 1932) fue una geógrafa estadounidense y la primera mujer que presidió la Asociación Estadounidense de Geografía (1921-1922). Contribuyó significativamente al desarrollo de la disciplina de geografía en Estados Unidos, particularmente de la geografía humana. Está especialmente asociada con su trabajo a la antropogeografía y al ambientalismo y al debate sobre el determinismo medioambiental.

## Biografía
Nació en Louisville, Kentucky. Era la más pequeña de los cinco hijos de Alexander Bonner Semple y Emerine Price. En su educación fue especialmente apoyada por su madre Emerine, con tutores privados.
Se interesó especialmente por la geografía cuando viajó a Londres y conoció los trabajos del geógrafo alemán Friedrich Ratzel. Semple estudió en el Vassar College y en la Universidad de Leipzig. Como mujer, tenía prohibido matricularse, pero pudo obtener permiso para asistir a las conferencias de Ratzel, siendo la única mujer en una clase de quinientos estudiantes varones. Churchill continuó trabajando con Ratzel y produjo varios artículos académicos en revistas estadounidenses y europeas, pero nunca se le otorgó un título.

### Trayectoria
Semple fue la primera mujer en presidir la Asociación Estadounidense de Geografía. Fue pionera en la geografía estadounidense, ayudando a ampliar el enfoque de la disciplina más allá de las características físicas de la tierra y llamando la atención sobre los aspectos humanos de la geografía. Su enfoque innovador y sus teorías influyeron en el desarrollo de la geografía humana como un subcampo significativo e influyeron en las ciencias sociales en todas las disciplinas, incluidas la historia y la antropología.
Dio clases en la Universidad de Chicago de 1906 a 1920, pero su primer puesto académico permanente se le ofreció en 1922 en la Universidad de Clark. Fue la primera miembro femenina de la facultad, enseñando a estudiantes de posgrado en geografía durante la siguiente década, pero su salario siempre fue significativamente menor que el de sus colegas masculinos. También dio conferencias en la Universidad de Oxford entre 1912 y 1922.
Su primer libro, Historia americana y sus condiciones geográficas (1903) y el segundo, Influencias del entorno geográfico (1911), fueron libros de texto ampliamente utilizados para estudiantes de geografía e historia en los Estados Unidos a principios del siglo XX.
Semple fue miembro fundador de la Asociación de Geógrafos Americanos (AAG). Fue elegida la primera mujer presidenta de AAG en 1921, y sigue siendo solo una de las seis mujeres en ocupar ese cargo desde la fundación de la organización en 1904.
Murió en West Palm Beach, Florida. Está enterrada en el cementerio nacional de Cave Hill en Louisville.

## Contribuciones teóricas
Fue una figura clave en la teoría del determinismo medioambiental, junto con Ellsworth Huntington y Griffith Taylor. Influenciada por las obras de Charles Darwin e inspirada por su mentor Friedrich Ratzel, Semple teorizó que la actividad humana estaba determinada principalmente por el entorno físico. Aunque el determinismo ambiental es hoy muy criticado y ha perdido el apoyo de la teoría social, fue ampliamente aceptado en la academia a fines del siglo XIX y principios del XX. Aun así, la influencia de Semple se puede ver en las obras de muchos geógrafos modernos, incluido Jared Diamond.
En una serie de libros y documentos, comunicó ciertos aspectos del trabajo del geógrafo alemán Friedrich Ratzel a la comunidad anglófona. A menudo se atribuye a Semple un interés predominante en el determinismo medioambiental, una teoría de que el ambiente físico, más que las condiciones sociales, determina la cultura; sin embargo, en su trabajo posterior enfatizó las influencias ambientales en oposición al efecto determinista del ambiente en la cultura, reflejando un descontento académico más amplio con el determinismo medioambiental después de la Primera Guerra Mundial.
En su trabajo Influences of Geographic Environment on the Basis of Ratzel's System of Anthropo-Geography (1911), describe a las personas y sus paisajes asociados, dividiendo el mundo en tipos ambientales clave. Semple identifica cuatro formas clave: el entorno físico: 1) efectos físicos directos (clima, altitud); 2) efectos psíquicos (cultura, arte, religión); 3) desarrollo económico y social (recursos y medios de vida); 4) movimiento de personas (barreras y rutas naturales, como montañas y ríos).
El trabajo de Semple también refleja discusiones y conflictos entre la geografía y la teoría social sobre el determinismo y la raza. De hecho, en algunos trabajos desafía las ideas populares de su época sobre la raza que determina las diferencias sociales y culturales, lo que sugiere que el medio ambiente era un factor más importante en el desarrollo cultural. Las teorías de Semple sobre el determinismo ambiental han sido criticadas por ser demasiado simplistas y, a menudo, replican los mismos temas de determinación racial a través de la "naturaleza". Sin embargo, el trabajo de Semple ha sido revisado recientemente para ser examinadas en los primeros pasos de temas que ahora son centrales para la ecología política.
Semple creía que la humanidad se originó en los trópicos pero ganó plena madurez en las regiones templadas del mundo "donde el hombre ha permanecido en los trópicos, con pocas excepciones, ha sufrido un desarrollo detenido. Su guardería lo ha mantenido como un niño".

### Trabajo de campo
Semple realizó un trabajo de campo para su investigación en Kentucky y el Mediterráneo, una práctica innovadora que era poco común en geografía en ese momento. De 1911 a 1912, emprendió un viaje de dieciocho meses que visitó Japón, Corea, China, Filipinas, Java, Ceilán, India, Egipto, Palestina, Líbano y Turquía, además de lugares en Europa y los Estados Unidos. El objetivo principal del viaje fue una visita de tres meses a Japón, facilitada por su compañera de clase de Vassar, Ōyama Sutematsu, que produjo representaciones inusualmente positivas de Japón durante un período de alto sentimiento antijaponés en Estados Unidos. Durante su trabajo de campo, tomó notas sobre las relaciones humano-ambientales, las características culturales del paisaje e hizo observaciones detalladas de la vivienda, las estructuras, los medios de vida y la vida cotidiana.

## Reconocimientos
En 1914, Semple recibió la Medalla Geográfica Cullum de la American Geographical Society, "en reconocimiento a sus distinguidas contribuciones a la ciencia de la antropogeografía". Fue presidenta de la Association of American Geographers desde 1921 hasta 1922 y recibió la Medalla de Oro Helen Culver por la Sociedad Geográfica de Chicago, en reconocimiento a su liderazgo en Geografía Americana.
La escuela de primaria Ellen C. Semple en Louisville lleva el nombre en honor a Semple.  